# اسید آلوریتیک
اسید آلوریتیک (به انگلیسی: Aleuritic acid) با فرمول شیمیایی C۱۶H۳۲O۵ یک ترکیب شیمیایی است. 